# Girls (canção de Rita Ora)
"Girls" é uma canção da cantora britânica Rita Ora, com a rapper americana Cardi B, com a cantora americana Bebe Rexha e a cantora britânica Charli XCX. A canção foi lançada como terceiro single do segundo álbum de estúdio de Ora, Phoenix, em 11 de Maio de 2018 pela Atlantic Records. Ela foi escrita por Ora, Klenord Raphael, Ali Tamposi, Jonny Cofre, Jordan Thorpe, Cardi B, Brian Lee, Watt e Benjamim Diehl, enquanto a produção ficou a cargo de Ben Billions, Coffer e Watt.

## Fundo
A colaboração foi anunciada em 4 de Maio. Rita Ora, descreveu a canção como um "hino empoderador":
"Nos últimos anos, tenho sido tão inspirada por todas as mulheres fortes que vi que não têm medo de serem elas mesmas. Para aqueles que não têm medo de dominar o mundo, este é o nosso hino. Uma celebração do amor. E, claro, muito obrigado a todas as colegas chefes que gentilmente agraciaram essa música comigo - cada uma representando quem são e de onde são [...]"

## Composição
"Girls" é uma canção pop que compreende um hip hop com influências de beat. A letra explícita explora temas como a atração sexual e a bissexualidade. Ele acha que as quatro artistas "entretêm o pensamento" de ficarem íntimas com outras mulheres, como descrito por XXL.

## As performances ao vivo
Ora cantou a música ao vivo pela primeira vez na BBC Radio 1's Big Weekend, em 28 de Maio de 2017, onde ela cantou com Charli XCX e Raye, 12 meses antes de seu lançamento como single oficial. Sua primeira performance televisionada foi no final da temporada do Next Topmodel da Alemanha em 24 de maio de 2018.

## Críticas
Cantoras americanas como Hayley Kiyoko, que se identifica como lésbica, e Kehlani, que se identifica como queer, criticaram a música, por ser "prejudicial" para a comunidade LGBT. Kiyoko se referiu à música em um tweet que ela postou como sendo "surda", afirmando que a música "alimentou o olhar masculino enquanto marginalizava a ideia de mulheres que amam mulheres." Kehlani expressou sua opinião em uma série de tweets, "Eu tenho uma incrível canção com uma das artistas, e gostaria de trabalhar com as outros três também. Eu conheci todas elas e as respeito. Lá. Estavam. Prejudicial. Letras." Ela concluiu seus tweets com: "Todo artista na música é fantástico, e muito amado e apoiado por mim... por todos nós. Mas isso não é uma questão de talento, é uma questão de escolha." Ora lançou um comunicado oficial no Twitter pedindo desculpas pela ofensa não intencional.

## Desempenho nas tabelas musicais
| Tabela musical (2018)                                  | Melhor posição |
| ------------------------------------------------------ | -------------- |
| Alemanha (Media Control Charts)                        | 69             |
| Austrália (ARIA)                                       | 52             |
| Áustria (Ö3 Austria Top 40)                            | 62             |
| Bélgica (Ultratop 50 de Flanders)                      | 33             |
| Bélgica (Ultratop 40 de Valônia)                       | 1              |
| Canadá (Canadian Hot 100)                              | 72             |
| Espanha (PROMUSICAE)                                   | 42             |
| Estados Unidos (Bubbling Under Hot 100 Singles)        | 3              |
| Estados Unidos (Dance Club Songs)                      | 6              |
| Estados Unidos (Billboard Pop Digital Songs)           | 14             |
| Europa (Euro Digital Songs)                            | 20             |
| França (Syndicat National de l'Édition Phonographique) | 138            |
| Grécia (IFPI Greece)                                   | 33             |
| Croácia (HRT)                                          | 24             |
| Escócia (The Official Charts Company)                  | 15             |
| Eslováquia (IFPI)                                      | 31             |
| Hungria (Single Top 40)                                | 38             |
| Hungria (Stream Top 40)                                | 37             |
| Irlanda (IRMA)                                         | 26             |
| México (Billboard Mexico Inglés Airplay)               | 42             |
| Países Baixos (Dutch Top 40)                           | 19             |
| Países Baixos (Single Top 100)                         | 73             |
| Nova Zelândia (RMNZ)                                   | 1              |
| Polônia (Polish Airplay Top 100)                       | 36             |
| Portugal (Associação Fonográfica Portuguesa)           | 72             |
| Reino Unido (UK Singles Chart)                         | 22             |
| República Checa Rádio Top 100)                         | 59             |
| Romênia (Airplay 100)                                  | 50             |
| Suécia (Sweden Top 100)                                | 66             |
| Suíça (Schweizer Hitparade)                            | 54             |

## Vendas e certificações
| Região | Certificação | Vendas/distribuição |
| --- | ------------ | ------------------- |
| Austrália (ARIA) | 3× Platina   | 210,000^            |
| Polônia (ZPAV) | Platina      | 20,000*             |
| Reino Unido (BPI) | Prata        | 200,000‡            |
| *vendas baseadas apenas na certificação ^distribuições baseadas apenas na certificação ‡dados de streaming baseados somente em certificação |              |                     |

## Histórico de lançamento
| Região         | Data               | Formato                     | Gravadora | Ref.   |
| -------------- | ------------------ | --------------------------- | --------- | ------ |
| Estados Unidos | 22 de Maio de 2018 | Rhythmic contemporary radio | Atlantic  | [ 48 ] |